# 정지권
정지권(鄭址權, 1960년 9월 11일 ~ )은 대한민국의 정치인이다. 제4대 성동구의회 의원과 제10대 서울특별시의회 의원으로 활동했다.

## 생애
1960년 9월 11일에 전라남도 해남군에서 태어났다.
목포유달초등학교와 문태중학교, 문태고등학교를 졸업했으며, 이후 
서울문화예술대학교에 재학 중이다.
제4대 성동구의회 의원으로 활동했으며, 2018년 제7회 전국동시지방선거에 더불어민주당 후보로 성동구 제2선거구에 출마해 당선되었다.

## 경력
- 제10대 서울특별시의회 전반기 교통위원회 부위원장
- 제10대 서울특별시의회 후반기 교통위원회 위원
- 제10대 서울특별시의회 정책위원회 위원장
- 제10대 서울특별시의회 예산결산특별위원회 위원
- 성동구 지역경제혁신센터장
- 성동구 도시관리공단 상임이사
- 더불어민주당 서울시당 부대변인
- 더불어민주당 성동구 갑 사무국장

## 역대 선거 결과
|  | 42.12% |

|  | 38.20% |

|  | 8.33% |

|  | 43.48% |

|  | 49.33% |

|  | 67.04% |

|  | 44.39% |

## 수상
- 2020 제13회 지방자치 의정대상
- 2020 제7회 대한민국 행복나눔봉사대상
- 2019 위대한한국인대상
- 2018 서울사회복지대상